# Kanał Ulga
Kanał Ulga (kanál Ulga nebo kanál Nová Odra) je vodní kanál na veletoku Odra ve městě Ratiboř (Racibórz) a gmině Nędza v okrese Ratiboř ve Slezském vojvodtví v jižním Polsku. Geograficky se nachází v geomorfologickém celku nížiny Ratibořická kotlina patřící do Slezské nížiny a v Horním Slezsku.

## Historie a budoucnost
Dávnou touhou obyvatel Ratiboře bylo odvést vodu řeky Odra z centra města a chránit se tak před povodněmi. První plán vodního kanálu byl vypracován v roce 1751. Později byla plánovaná výstavba kanálu také spojena se stavbou vodního koridoru Dunaj-Odra-Labe, který byl po vzniku Československa zastaven. Německá vláda rozhodla o zahájení stavby 16. května 1934 a to především za účelem ochrany města před záplavami. 
Samotné práce začaly 21. srpna téhož roku. V srpnu 1935 pracovalo na stavbě kanálu 1200 dělníků. V roce 1939 práce výrazně zkomplikovaly povodně v květnu a červenci, kdy došlo poškození stavby, železničních tratí i obytných domů. Práce byla dokončena 18. prosince 1942. Kanál se začal využívat i v lodní dopravě. Na kanálu byly později prováděny další úpravy ve spojitostí s výstavbou polderu Racibórz Dolny. Plánuje se, že kanál Ulga společně s polderem Racibórz Dolny a polderem Buków se může v budoucnu stát součástí plánovaného vodního koridoru Dunaj-Odra-Labe.

## Popis
Kanál začíná odtokem z pravé strany řeky Odry na jejím 45,7 km v polderu Racibórz Dolny v jižní části Ratiboře (východně od vesnice Sudół a západně pod kopcem Widok). Nejprve teče přibližně severním směrem stavidly v hlavní hrázi polderu Racibórz Dolny a kolem městské čtvrti Płonia a pak se obloukem stáčí k severovýchodu, kde obtéká městskou čtvrť Ostróg a vtéká zpět do Odry u městské čtvrti Miedonia na 55 km řeky Odry. Délka kanálu je 7,3 km a má odstupňovaný (dvojitý) lichoběžníkový profil průřezu. Severní (dolní) část kanálu tvoří hranici přírodního parku Park Krajobrazowy Cysterskie Kompozycje Krajobrazowe Rud Wielkich. Kanál má také pravostranný přítok potok Plęśnica (nazývaný také Plinc). Na kanálu jsou čtyři mosty, z toho tři silniční na ulicích Sudecka, Rybnicka a Rudzka, a jeden železniční most přes kanál Ulga na trati 151. Kanál se také využívá k lodní dopravě.[nenalezeno v uvedeném zdroji]

## Další informace
Podél kanálu vedou cyklostezky. Místo je celoročně volně přístupné.

## Galerie

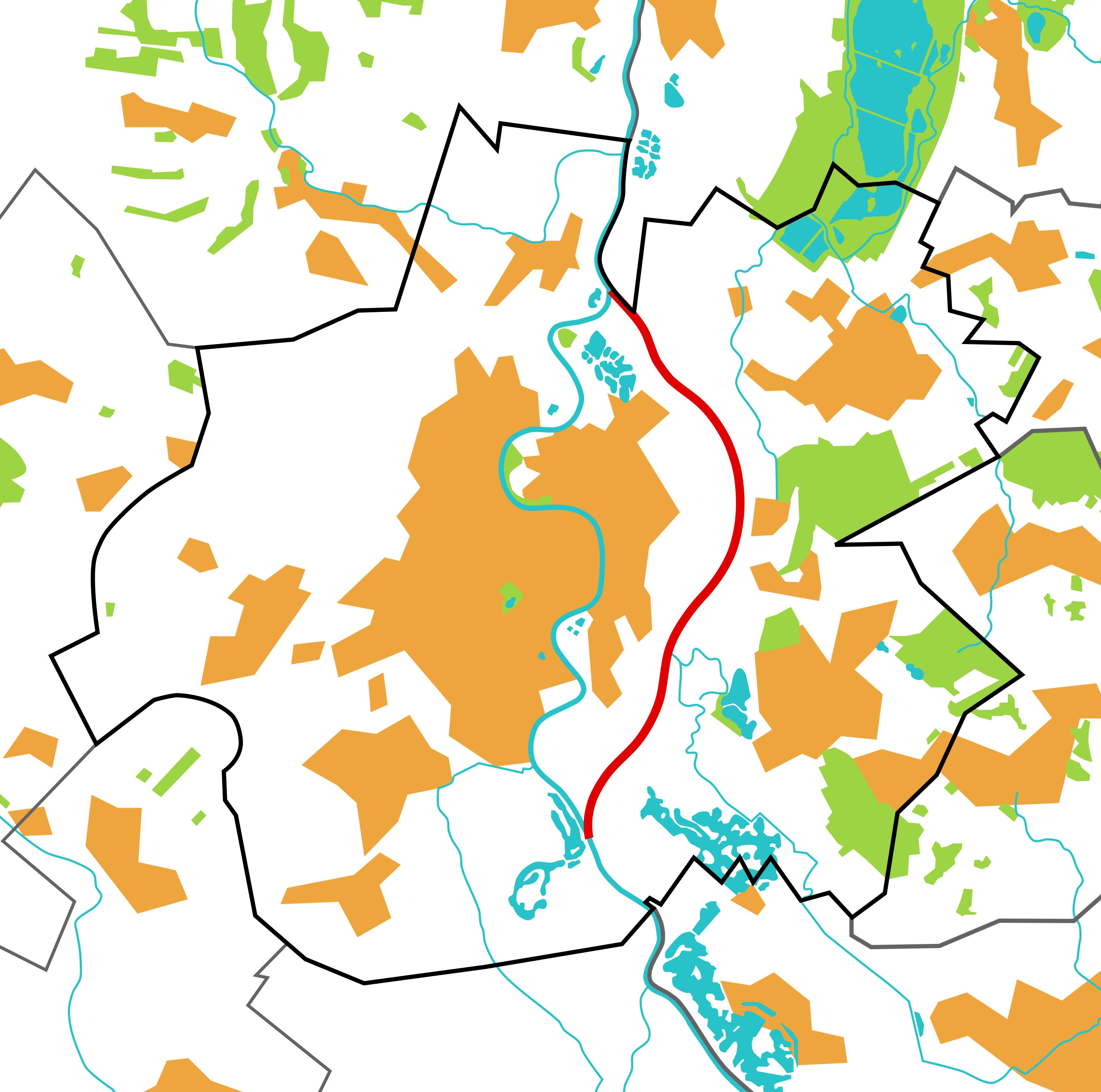
Kanál na mapě
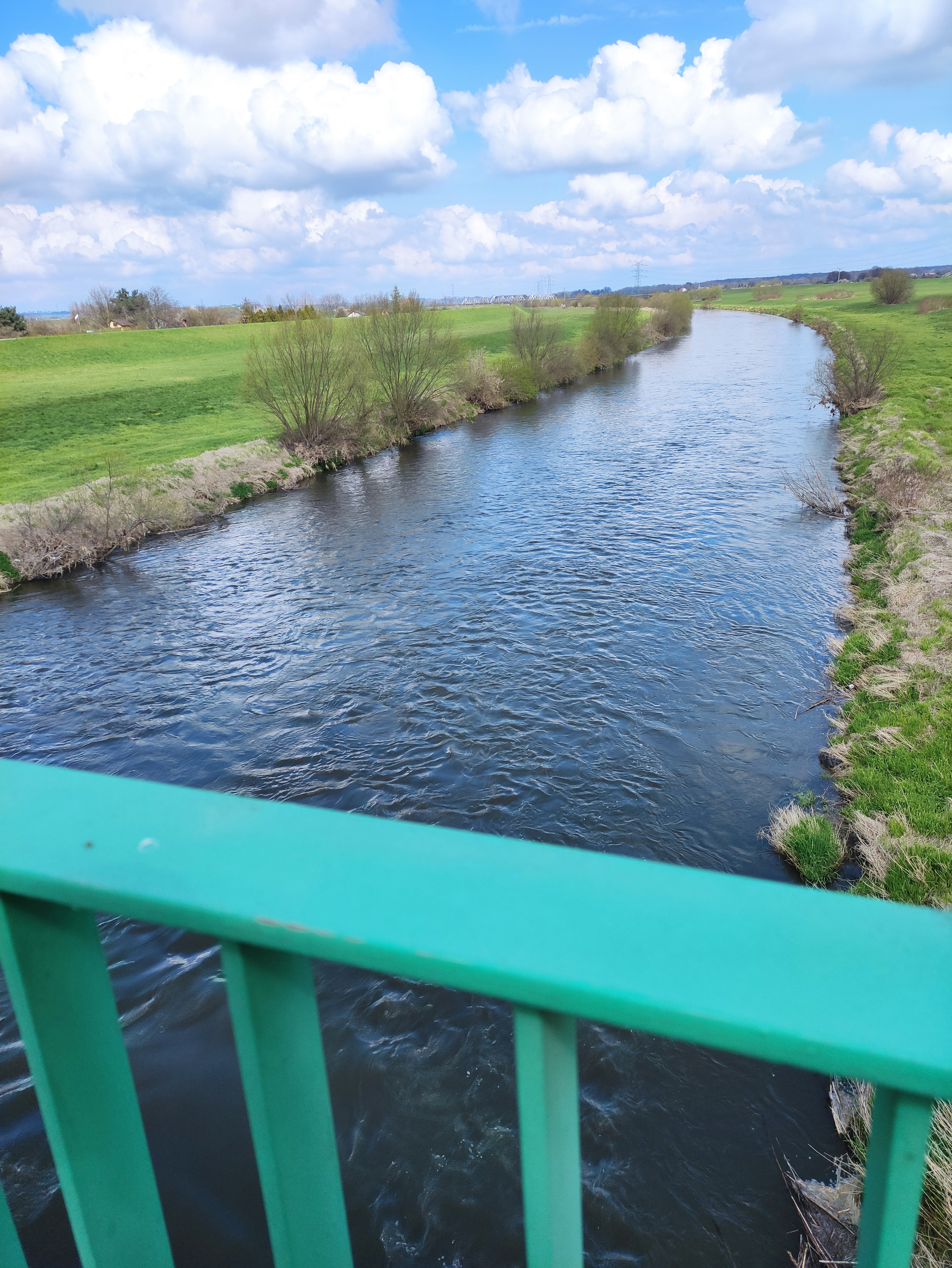
Pohled z mostu
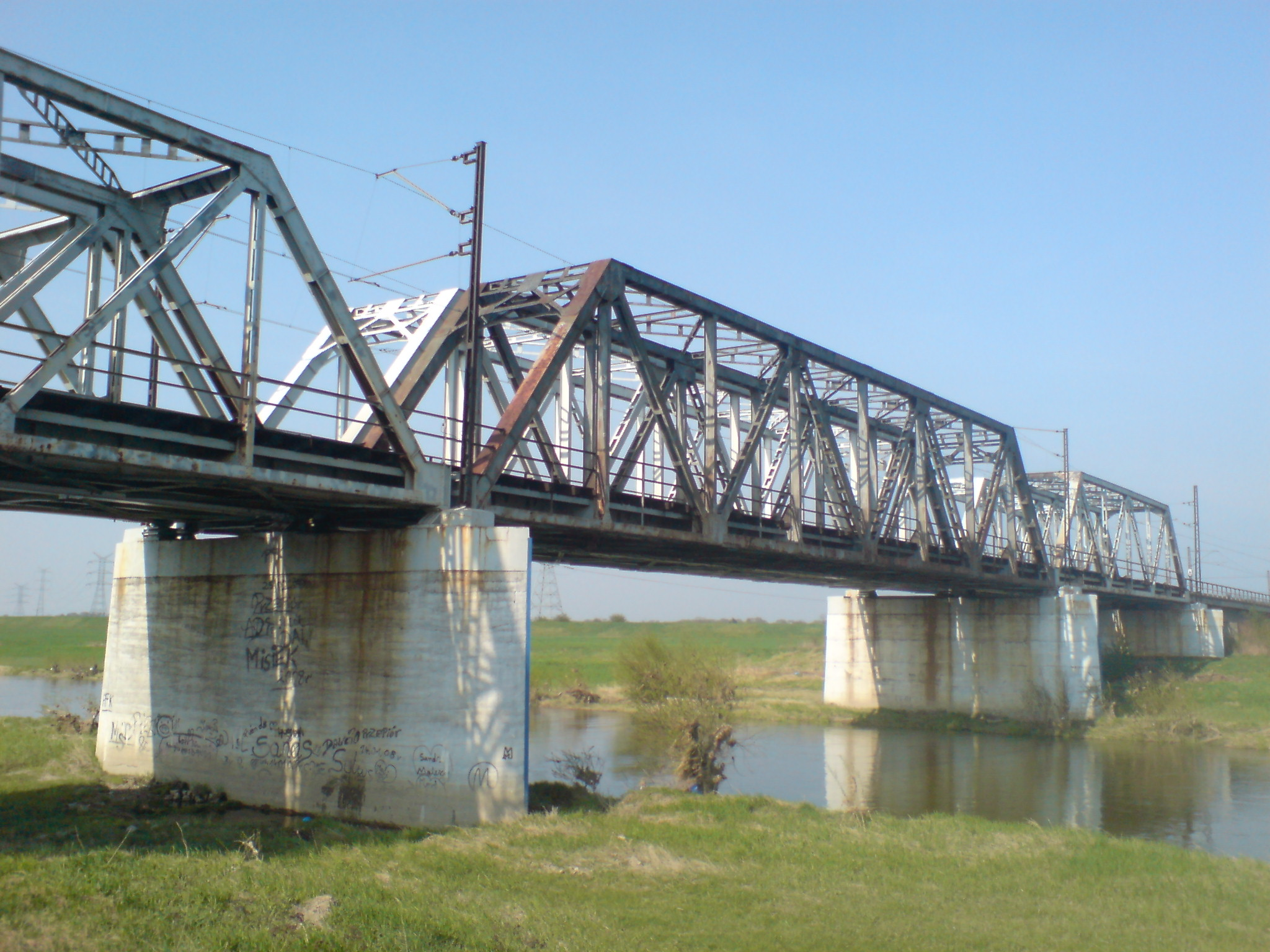
Železniční most přes kanál Ulga
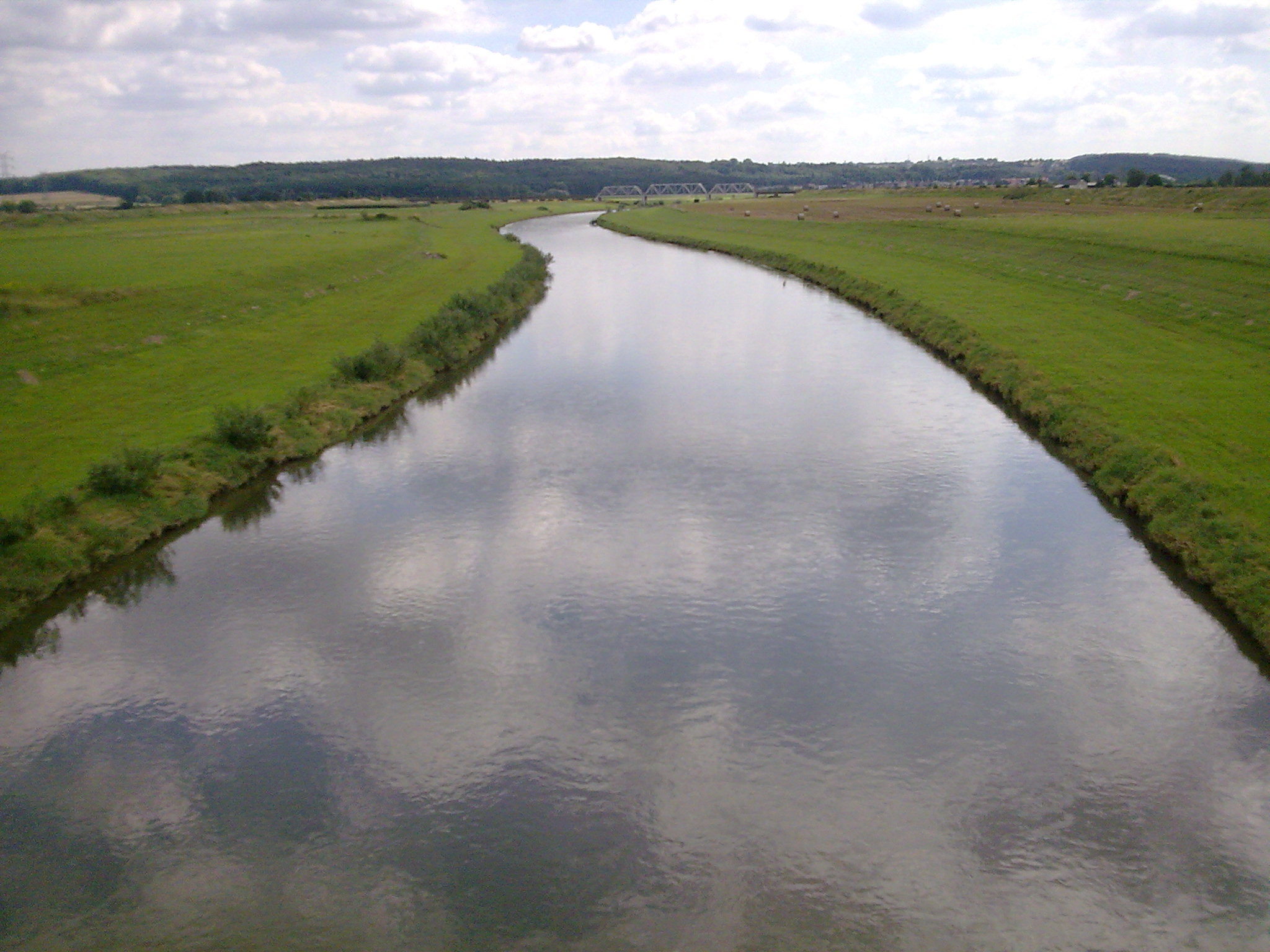
Pohled z mostu (ul. Armii Krajowej)
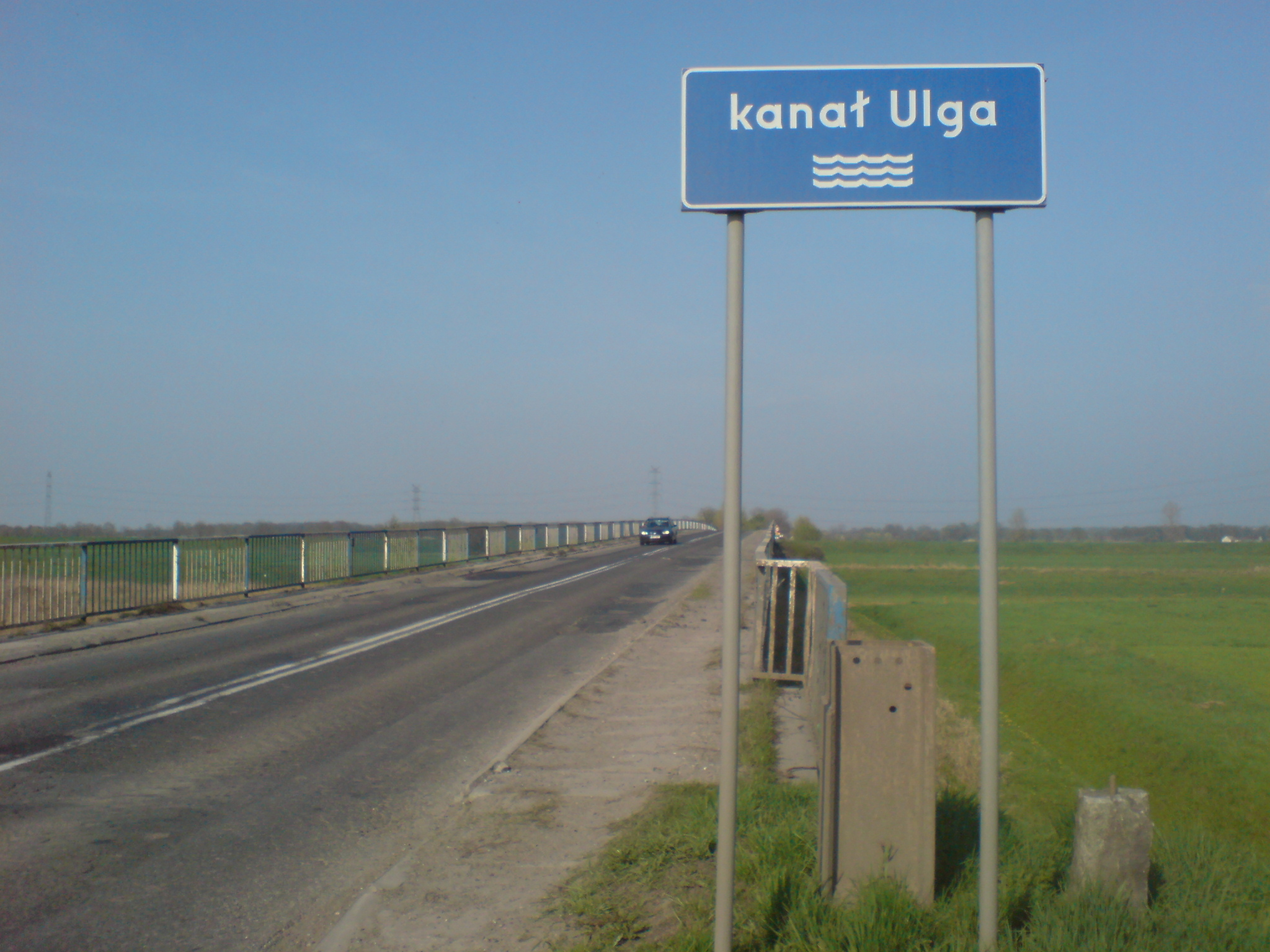
Most u Markowic